# ローズ (ベット・ミドラーの曲)
「ローズ」（原題：The Rose）は、アメリカ映画『ローズ』（1979年11月公開）の主題歌。同作に主演したベット・ミドラーが歌い、1980年にはシングルとして全米3位、『ビルボード』誌のアダルト・コンテンポラリー・チャートでは1位のヒットを記録した。ミドラーのヴァージョンは、2015年にはTBS系「金曜ドラマ」『アルジャーノンに花束を』の主題歌としても使用された。また、多くのアーティストによってカバーされており、「愛は花、君はその種子」というタイトルの日本語カバーも存在する。

## 背景
作詞・作曲は、カリフォルニア州出身の女性ソングライター、アマンダ・マクブルームによる。当初、映画『ローズ』のプロデューサー達は、この曲を「退屈」「讃美歌であってロックン・ロールではない」と考えて却下するが、同作で音楽を担当したポール・A・ロスチャイルド（映画のモチーフになったジャニス・ジョプリンのプロデューサーでもある）は、この曲を強く推してプロデューサー達に再考を迫った。そして、ロスチャイルドから連絡を受けたベット・ミドラーが、この曲を気に入ったため、最終的に主題歌として採用された。シングルにはアルバムと異なるヴァージョンが使用されて、シングルのB面には、やはり映画『ローズ』においてミドラーが歌った「ステイ・ウィズ・ミー」が収録された。
作者のマクブルームは、リンカーン・マヨルガと連名のアルバム『Growing Up in Hollywood Town』（1980年）や、自身のアルバム『Dreaming』（1986年）等で本作を歌っている。

## 評価
ミドラーは、本作でグラミー賞最優秀女性ポップ・ヴォーカル・パフォーマンス部門を受賞した。また、作者のマクブルームはこの曲でゴールデングローブ賞 主題歌賞を受賞した。
AFIが2004年に選出した「アメリカ映画主題歌ベスト100」では本作が83位にランクインした。また、アメリカのウェブサイトAbout.comが選出した「Top 100 Best Love Songs Of All Time」では34位（後の改定では37位）にランクインした。2011年7月には、『ビルボード』誌が過去50年間にアダルト・コンテンポラリー・チャート入りした楽曲を対象にした「The Top 100 Adult Contemporary Songs Ever」で55位にランクインした。

## カバー

### 都はるみによるカバー曲
「愛は花、君はその種子」（あいははな、きみはそのたね）は、1991年7月1日に発売された都はるみのシングル。

#### 概要
日本の演歌歌手、都はるみは、アニメ映画『おもひでぽろぽろ』（1991年7月公開）の主題歌として、同作の監督である高畑勲が訳詞を担当した日本語のカバー「愛は花、君はその種子」を歌った。カップリング曲「好きになった人」は、都はるみが1968年にヒットさせた曲で、『おもひでぽろぽろ』のサウンドトラックでも使用された。

#### 収録曲
1. 愛は花、君はその種子 - 4:04
  - 作詞・作曲：アマンダ・マクブルーム／訳詞：高畑勲／編曲：星勝
2. 愛は花、君はその種子（オリジナル・カラオケ） - 4:06
3. 好きになった人 - 3:42
  - 作詞：白鳥朝詠／作曲・編曲：市川昭介
4. 好きになった人（ライヴ・ヴァージョン） - 5:11

沢田知可子は、アルバム『歌姫ものがたり』（2009年）に「愛は花、君はその種子」のカヴァーを収録している。
宝塚歌劇団によるアルバム『Tribute to STUDIO GHIBLI 宝塚娘役がうたうスタジオジブリのうた』（2010年）では、音花ゆりが「愛は花、君はその種子」を歌った。
海上自衛隊東京音楽隊／三宅由佳莉 - アルバム『希望〜Songs for Tomorrow』（2015年）に「愛は花、君はその種子」を収録。

### ウエストライフによるカバー

#### 概要
アイルランド出身の男性ボーカルグループ、ウエストライフによるカバー曲で、彼らは全曲カヴァー曲で構成されたアルバム『ラヴ・アルバム』（2006年発売。カバーアルバムとしては2枚目。）の1曲目に、この曲のカバーを取り上げており、シングルとしては全英シングルチャートでグループにとって12曲目の1位獲得作品となった。音楽評論家のSharon Mawerは、allmusic.comにおいて「オリジナルと大きな違いはないが、ウエストライフの音楽性は十分に刻みこまれている」と評している。

#### 収録曲
CD1
1. "The Rose" - 3:40
2. "Solitaire" - 5:07

CD2
1. "The Rose" - 3:40
2. "Nothing's Gonna Change My Love for You" - 3:47
3. "If" - 2:42

#### 音楽チャート
| チャート (2006年)                    | Peak position |
| ------------------------------------ | ------------- |
| オーストラリア地域 シングル チャート | 67            |
| ヨーローッパ シングル ホット 100     | 4             |
| アイルランド シングル チャート       | 1             |
| スウェーデン シングル チャート       | 4             |
| スイス シングル チャート             | 85            |
| 全英シングルチャート                 | 1             |

### その他の主なカバー
- ジュディ・コリンズ - アルバム『Amazing Grace』（1985年）に収録。
- ナナ・ムスクーリ - 英語詞のアルバム『Why Worry』（1986年）に収録。
- マッドハニー - サブ・ポップから発売されたコンピレーション・アルバム『Sub Pop 200』（1988年）に、この曲のカバーを収録[23]。
- 坪倉唯子 - アルバム『やさしく歌って』（1991年）に収録。
- 中山美穂 - アルバム『Blanket Privacy』（1993年）に収録。
- フレディ・コール - アルバム『Always』（1995年）に収録。
- ジョナサン・リッチマン - アルバム『You Must Ask the Heart』（1995年）に収録。
- リアン・ライムス - アルバム『ユー・ライト・アップ・マイ・ライフ』（1997年）に収録。
- キングズ・シンガーズ - アルバム『Circle of Life』（1997年）に収録。
- ボニー・タイラー - アルバム『All in One Voice』（2000年）に収録。
- 鈴木重子 - アルバム『JUST BESIDE YOU』（2000年）に収録。
- 渡辺美里 - ライブ・アルバム『うたの木 Gift』（2000年／録音は1999年）に収録。
- 溝口肇 - アルバム『Angel』（2001年）に収録。溝口のヴァージョンは、日産・セフィーロのCMに使用された[24]。
- レーナ・マリア - アルバム『ハートフィルド』（2001年）に収録。
- 宗次郎 - アルバム『オカリナ・エチュード5 〜スクリーン・ミュージック〜』（2003年）に収録。
- 中島美嘉 - シングル「愛してる」（2003年）のカップリング曲として発表。中島は2001年放映のテレビドラマ『傷だらけのラブソング』の第9話の劇中でも、この曲を歌った[25]。
- 平井堅 - カバー・アルバム『Ken's Bar』（2003年）に収録。平井のバージョンは、ネスカフェ プレジデントのCMに使用された[26]。
- Sowelu - シングル「Last Forever」（2004年）のカップリング曲として発表。アルバム『SWEET BRIDGE』（2005年）にも収録された。
- ティム・ローズ - 没後発表の未発表音源集『The London Sessions 1978-1998』（2004年）に収録。
- 山下久美子 - アルバム『Duets』（2005年）に、亀渕友香とのデュエットによるカバーを収録。
- 大黒摩季 - ベストアルバム『Weep〜maki ohguro The Best Ballads Collection〜』（2006年）に収録。
- ビアンカ・ライアン - アルバム『ビアンカ・ライアン』（2006年）に収録。
- 熊谷尚武 - コンピレーションアルバム『Sad Songs』（2006年）に収録。
- SunMin - 両A面シングル「Love You./The Rose」（2007年）として発表。テレビドラマ『母親失格』の主題歌に使用された。
- 手嶌葵 - アルバム『The Rose 〜I Love Cinemas〜』（2008年）に収録。なお、手嶌がデビューするきっかけとなった曲でもある[27]。
- JUJU - シングル「明日がくるなら」（2009年）のカップリング曲として発表。日本映画『余命1ヶ月の花嫁』（2009年5月公開）挿入歌。
- 小林桂 - アルバム『SCENES』（2010年）に収録。
- Q;indivi Starring Rin Oikawa - アルバム『Wedding Celebration』（2010年）に収録。
- 高垣彩陽 - シングル「たからもの」（2011年）のカップリング曲として発表。
- MISIA - カバー・アルバム『MISIAの森 -Forest Covers-』（2011年）に収録。
- Imaginary Flying Machines - トリビュート・アルバム『Princess Ghibli II』収録。
- 鬼束ちひろ - カバー・アルバム『FAMOUS MICROPHONE』（2012年）に収録。
- CREAM - ミニアルバム『WINTER MIX 2014-2015』（2014年）に収録。テレビドラマ『シンデレラデート』（2014年）の主題歌に使用された。
- 島津亜矢 - カバー・アルバム『SINGER 3』（2015年）に収録。
- アンドレ・リュウ&ヨハン・シュトラウス・オーケストラ - アルバム『Magic Of The Violin』（2015年）に収録。
- 葛城ユキ - 2022年6月17日、ユニット・コンサートで一曲だけ披露。その10日後に死去する彼女にとって公の場での最後の歌唱となった[28]。
- 竹渕慶 - EP『Songs for You』(2023年)に収録。